# Pujada de la Catedral
La Pujada de la Catedral és un carrer o escalinata del municipi de Girona que forma part de l'Inventari del Patrimoni Arquitectònic de Catalunya. Vers el 1594 es creen les escales. Abans era tot un solar que pertanyia a la Pabordia. Data d'origen el 1530.

## Descripció
Escalinata que s'inicia al carrer de la Força, per la placeta de Sant Llorenç mitjançant un tram de poques escales i que clou en un replà que permet accedir a la casa de la Pabordia. En aquest replà es crea la cantonada que versa directament a la Font de la Pera, sota la Plaça de la Catedral. Serà un tram llarg d'esglaons molt compassats, i que en l'entrega del carrer Cúndar (altre replà) canvia de pendent amb esglaons més alts. El costat dret té la casa de la Pabordia i la tanca del seu jardí. Al capdamunt hi ha dos portes de dovelles amb dates 1556, la núm. 6 i 1560 la núm. 8 i la inscripció SALRÀ. Per la dreta, façanes posteriors de la Força i la casa Laporta.

### Escultura de la Verge de la pera

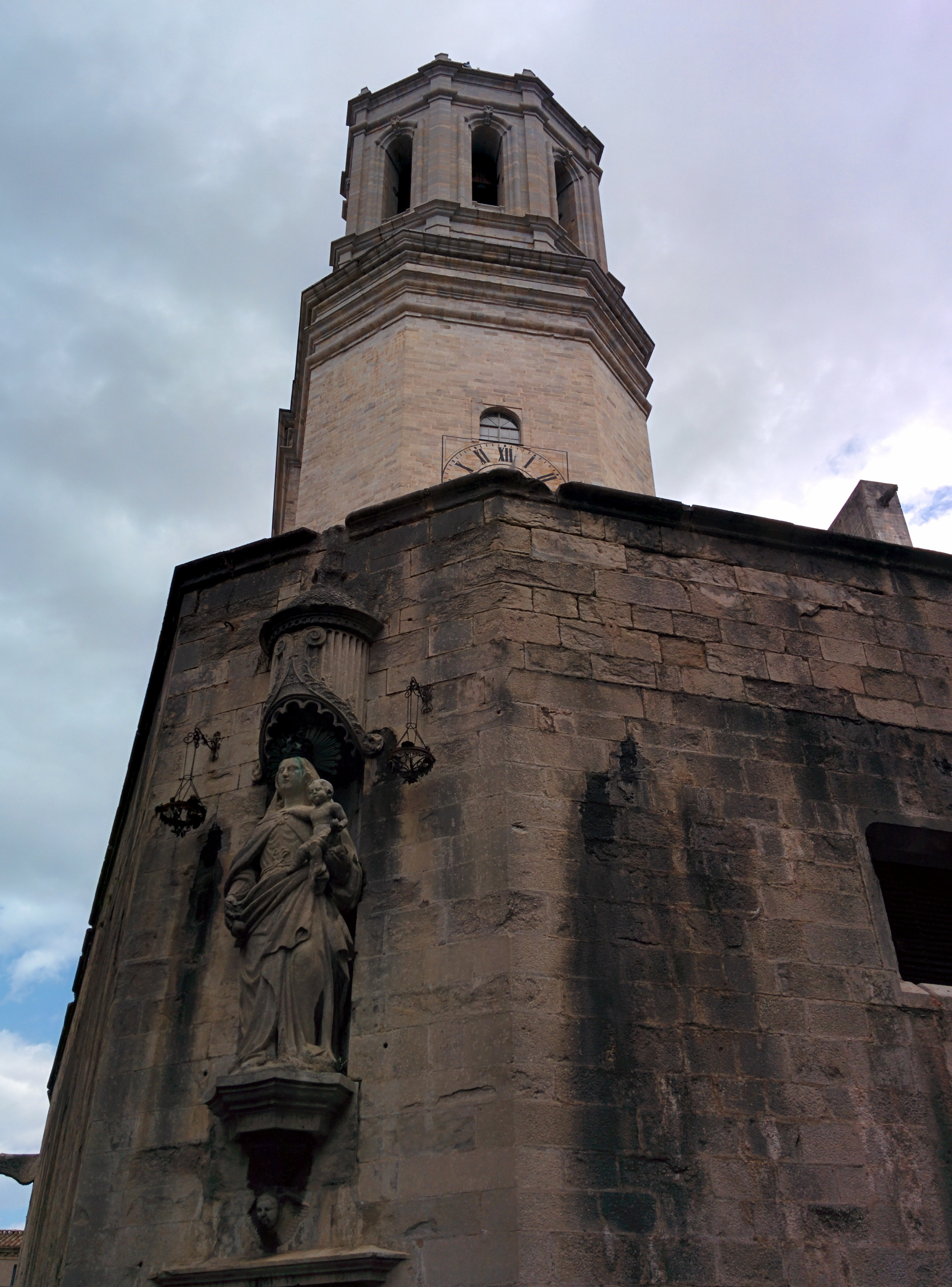
Mare de Déu de la Pera

La verge està representada sota la imatge d'una matrona corpulenta. Tallada en pedra, sosté el nen a la mà dreta, mentre a l'esquerra porta una pera que el temps ha convertit en símbol i denominació popular de l'escultura. El Nen, figurat nu, manté l'esfera del món a l'esquerra i s'agafa amb la dreta al mantell de la Verge. Un gran dosser cilíndric corona les figures, mentre una peanya les sosté. A la part inferior es representa un cap de serafí, seguit de la inscripció d'una poesia llatina renaixentista emplaçada en una làpida. A més del seu sentit religió tot el conjunt serveix per embellir una font.
Amb anterioritat a aquesta obra en el mateix lloc ja hi havia una representació de la Mare de Déu, col·locada l'any 1527. Amb el temps el seu mal estat va fer aconsellable la talla d'una de nova. Els llibres d'obra de la Seu esmenten l'encàrrec de l'escultura actual a Joan Figarola (1785), a canvi del pagament de 198 lliures. Les corones de les imatges foren realitzades per Narcís Coll, calderer de Girona. A més, l'estàtua fou pintada i daurada per Francesc Puig, el qual va cobrar 25 lliures. El cap i un braç del nen, mutilats durant la Guerra Civil, forn objecte d'una nova talla l'any 1947 a càrrec de Joan Carrera.
Era costum que les processons, al retornar a la Catedral de Girona, s'aturessin davant la imatge i comencessin a cantar la Salve Regina que es finalitzava davant l'altar major de la Seu.